# Sungai Kumango
Sungai Kumango is een bestuurslaag in het regentschap Rokan Hulu van de provincie Riau, Indonesië. Sungai Kumango telt 4958 inwoners (volkstelling 2010).